# Langkapsari
Langkapsari is een bestuurslaag in het regentschap Ciamis van de provincie West-Java, Indonesië. Langkapsari telt 7001 inwoners (volkstelling 2010).